# Adrianna Lamalle
Pour les articles homonymes, voir Lamalle.
Adrianna Lamalle, née le 27 septembre 1982 aux Abymes (Guadeloupe), est une athlète française, spécialiste des haies et ancienne championne de France du 100 m haies. Elle mesure 1,70 m.
En 2007, elle est sélectionnée en équipe de France aux championnats du monde d'athlétisme 2007.

## Palmarès

### National
- Championne de France du 100 mètres haies en 2006 (12 s 67) et 2007 (12 s 94)
- 3e des Championnats de France du 100 mètres haies en 2005 (12 s 85)
- 3e des championnats de France du 100 mètres haies en 2011 avec 13 s 07

- 3e du 60 mètres haies aux Championnats de France en salle 2012 avec 8 s 11

### International
- Finaliste et troisième relayeuse du 4 × 100 m aux Championnats d'Europe d'athlétisme 2006 (aux côtés de Véronique Mang, Fabienne Béret-Martinel et Muriel Hurtis). Abandon sur blessure lors du dernier passage du relais.

## Records personnels
- En plein air :
  - 100 mètres : 11 s 49 (+0.0 m/s)	à Fort-de-France le 17 avril 1999
  - 200 mètres : 24 s 48 (+0.5 m/s)	à Doha le 12 mai 2006
  - 100 mètres haies : 12 s 67 (+0.7 m/s) à Tomblaine le 22 juillet 2006

- En salle :
  - 60 mètres : 7 s 59 à Reims le 1er février 2008
  - 50 mètres haies : 6 s 95 à Aubière le 25 février 2006
  - 60 mètres haies : 8 s 02 à Moscou le 11 mars 2006